# Wimmeria chiapensis
Wimmeria chiapensis är en benvedsväxtart som beskrevs av Lundell. Wimmeria chiapensis ingår i släktet Wimmeria och familjen Celastraceae. Inga underarter finns listade.